# Eva Chen
Eva Yi-Hwa Chen, née en 1959 à Taichung (Taïwan), est une femme d'affaires taïwanaise, cofondatrice et directrice générale de Trend Micro.
En 2010, elle est nommée l'une des 100 cadres les plus influentes de l'industrie par CRN. Deux ans plus tard, Forbes la classe cinquième des femmes d'affaires asiatiques les plus influentes.

## Biographie

### Enfance
Eva Chen est née à Taichung, à Taïwan. L'un de ses souvenirs d'enfance est l'incendie de sa maison à cause de fils téléphoniques endommagés. Elle a vécu avec la peur des téléphones plusieurs années après l'incident.
Elle a étudié à l'université nationale Chengchi de Taipei, où elle a reçu un diplôme de philosophie. Après avoir travaillé quelque temps dans l'industrie de l'édition, elle déménage aux États-Unis en 1984. C'est à l'université du Texas à Dallas qu'elle obtient une maîtrise de management du système d'information. De retour à Taïwan, elle a brièvement travaillé pour Acer à la division recherche, avant d'être embauchée par un journal chinois.

### Carrière
En 1988, elle cofonde Trend Micro avec son beau-frère Steve Chang et sa sœur Jenny. Eva Chen occupe le poste de vice-présidente exécutive de l'entreprise jusqu'en 1996, date à laquelle elle devient directrice de la technologie (CTO). Au cours de son mandat de CTO, elle conçoit le réseau VirusWall.
En 2005, Eva Chen est nommée directrice générale (CEO) de la firme. En avril de la même année, elle a fait face à son premier défi lorsqu'un fichier de définition de virus défectueux a provoqué le gel des PC équipés par Trend Micro. Eva Chen a revu l'architecture du logiciel pour éviter un dysfonctionnement futur.
Sous son mandat de directrice générale, Trend Micro a changé d'orientation, passant de la conception de logiciels antivirus traditionnels à la protection de serveurs dédiés à l'informatique en nuage, notamment grâce au rachat de la société canadienne Third Brigade en 2009 et du service Humyo en 2010.
En 2012, Eva Chen reçoit l'Industry Leadership Award de la Cloud Security Alliance pour ses contributions apportées à la sécurité de l'informatique en nuage en Asie-Pacifique. En 2016 elle est lauréate, conjointement avec David Budescu, du Prix Exeter.

## Vie personnelle
Eva Chen est mariée à Daniel Chiang, cofondateur de Sina.com. Elle a deux enfants, Peter et Melody. Sa résidence principale est située à Pasadena, en Californie.
En 2006, elle fait l'objet d'une enquête de la Securities and Exchange Commission pour avoir supposément sous-déclaré sa participation dans Trend Micro.